# ماريو جي. بينو
ماريو جي. بينو (بالإنجليزية: Mario G. Pino)‏ هو فارس أمريكي، ولد في 8 سبتمبر 1961 في ويلمنغتون في الولايات المتحدة.